# Orthonama cincta
Orthonama cincta är en fjärilsart som beskrevs av William Schaus 1901. Orthonama cincta ingår i släktet Orthonama och familjen mätare. Inga underarter finns listade i Catalogue of Life.